# Leonard Orban

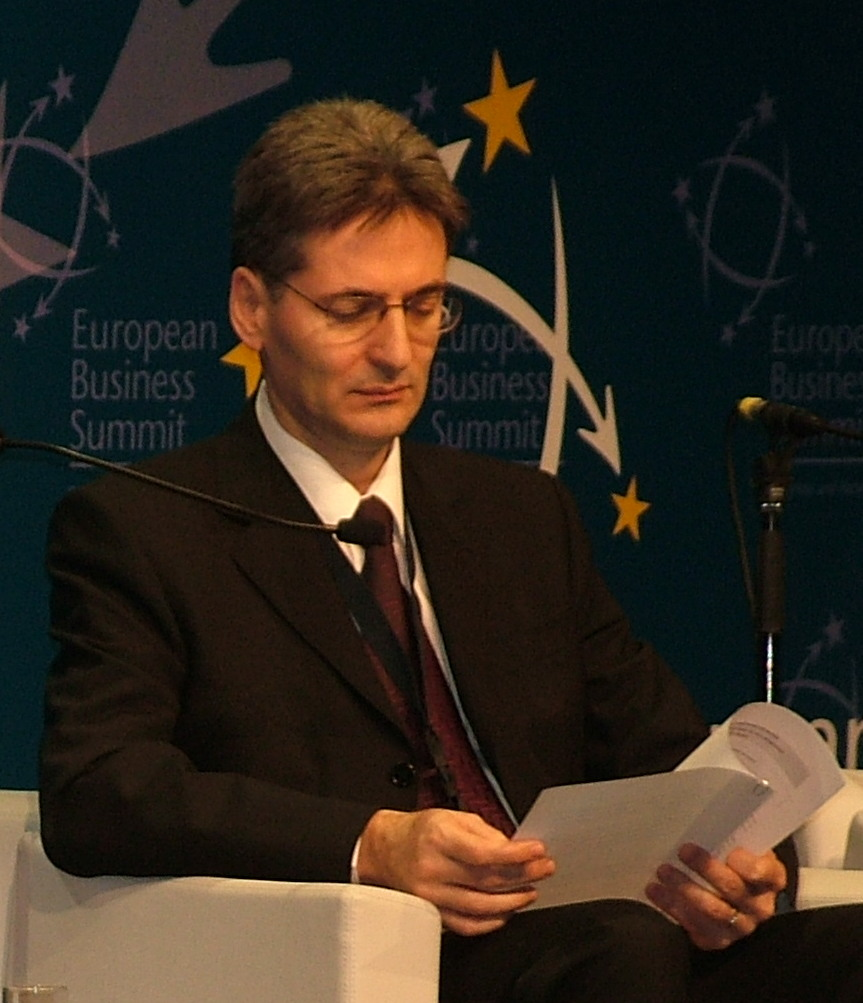
Leonard Orban

Leonard Orban, född 28 juni 1961, är en rumänsk partipolitiskt oberoende ämbetsman som var EU-kommissionär 2007-2010.
Orban är utbildad ingenjör och ekonom. Han var chefsförhandlare under Rumäniens medlemsförhandlingar till Europeiska unionen och från 2004 EU-minister. I samband med Rumäniens anslutning till EU den 1 januari 2007 utnämndes Orban till landets första kommissionär. I Kommissionen Barroso I ansvarade han för flerspråkighet, vilket tidigare var en del av Ján Figeľs portfölj.  

## Fotnoter
1. ↑  Munzinger Personen, Munzinger person-ID: 00000026038, läst: 9 oktober 2017.[källa från Wikidata]
2. ↑  läs online, evz.ro .[källa från Wikidata]
3. ↑  läs online, president.ee .[källa från Wikidata]
4. ↑  läs online, canord.presidency.ro .[källa från Wikidata]
5. ↑  läs online, www.ordens.presidencia.pt .[källa från Wikidata]